# Gare de Germoir
La gare de Germoir (en néerlandais : station Mouterij), est une gare ferroviaire belge de la ligne 161A de Meiser (Y Cinquantenaire) à Watermael, située sous le pont de la rue du Germoir, sur le territoire de la commune d'Ixelles, en limite avec celle d'Etterbeek, dans la région de Bruxelles-Capitale. Elle permet notamment la desserte du quartier de la Chasse et de l'hôpital d'Ixelles.
Ce point d'arrêt créé en 2007 dans le cadre de la mise en œuvre du projet de Réseau express régional bruxellois (RER) n'est mis en service qu'à la fin de l'année 2015.
C'est une halte voyageurs de la Société nationale des chemins de fer belges (SNCB) desservie par des trains Suburbains (S) en correspondance avec les trams de la ligne 81 du tramway de Bruxelles.

## Situation ferroviaire
Établie à 74 mètres d'altitude, la gare de Germoir est située au point kilométrique (PK) 3,195 de la ligne 161A, de Meiser (Y Cinquantenaire) à Watermael, entre les gares de Bruxelles-Luxembourg et Etterbeek.

## Histoire
Le projet de création d'une « station extérieure » à la gare du Quartier Léopold, qui était devenue insuffisante, est mentionné en 1879 ; une station « à établir entre le viaduc de la rue Gray et le viaduc sur lequel l'avenue allant de la nouvelle plaine des manœuvres à l'avenue Louise franchira le chemin de fer ». Afin de disposer de davantage d'espace, cette nouvelle station sera finalement implantée au-delà du viaduc du boulevard de ceinture et prendra le nom de gare d'Etterbeek.
Le projet de la « halte Germoir », entre les gares d'Etterbeek et Bruxelles-Luxembourg, prend de la consistance et est débattu au conseil communal d'Ixelles dès le mois de février 1999. Il est présent dans un document, sur la réorganisation du réseau pour le projet de « RER bruxellois », publié par la SNCB en décembre 1999.

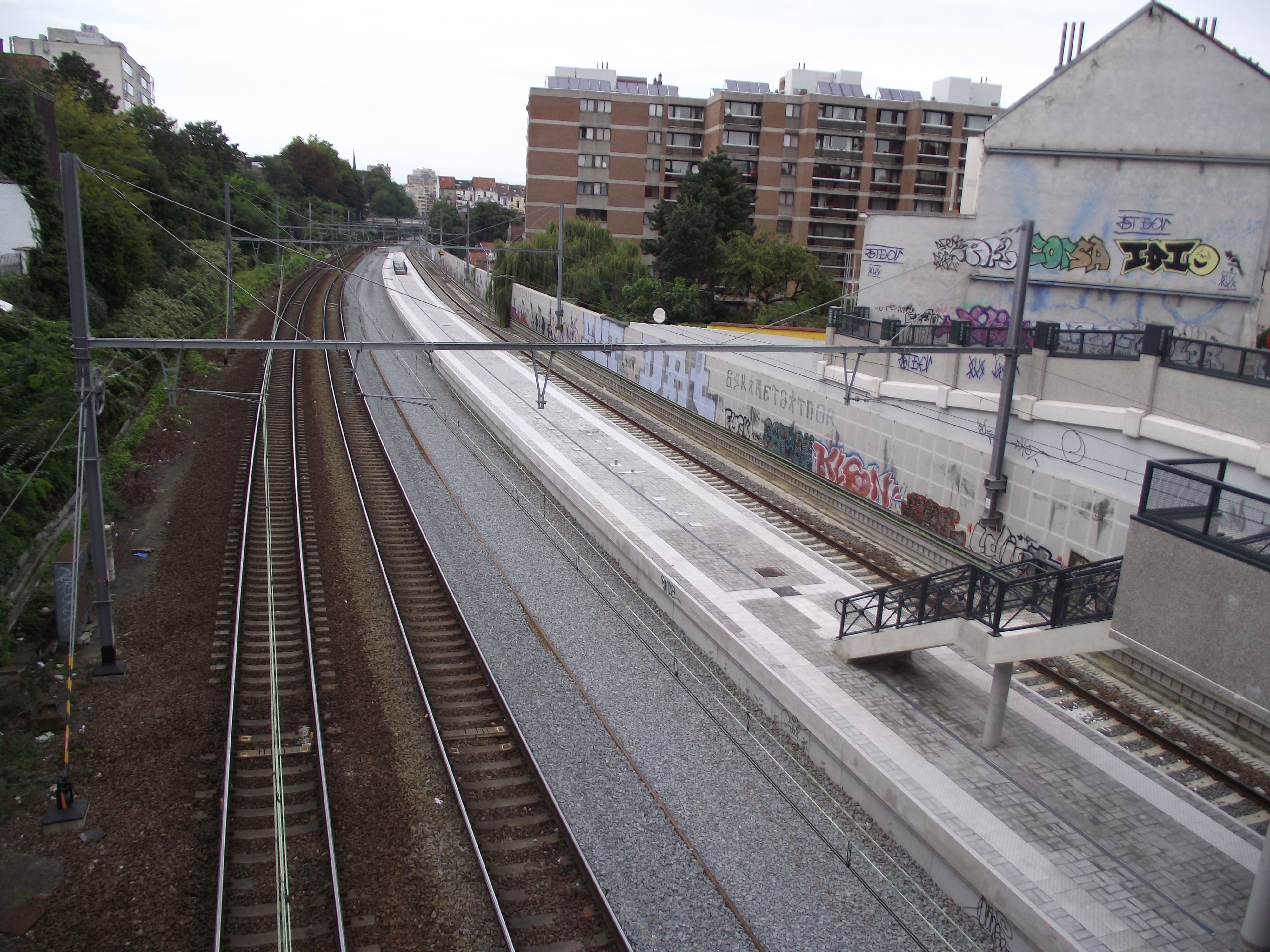
Infrastructure de la halte avant la pose de la quatrième voie (2010).

Construite en 2007, peu après la reconstruction du pont de la rue du Germoir, l'infrastructure est construite avant la pose de la quatrième voie. La prévision de laisser ces aménagements un temps inutilisés est prévu, mais ensuite le report de l'ouverture du fait des retards pris en certains points de la ligne font que l'ouverture de l'arrêt est plusieurs fois reporté. Durant ces années les installations sont taguées et le mobilier vandalisé, ce qui nécessite une remise en état et la construction des abris de quai lorsque la mise en service se précise. Début novembre 2015 Infrabel ouvre un chantier de travaux de peinture du mur anti-bruit et de réaménagement de la halte. Le chantier se poursuit en décembre, il est ouvert la nuit en semaine et finalisé pendant les journées du week-end du 12 et 13 décembre.
La gare de Germoir est mise en service le lundi 14 décembre 2015. L'inauguration des installations a lieu le matin en présence de Willy Decourty et Vincent De Wolf, bourgmestres des communes d'Ixelles et Etterbeek, et des ministres Jacqueline Galant et Pascal Smet, pour le fédéral et la région. Situé à environ 500 mètres de la place Eugène Flagey ce nouvel arrêt de la ligne 161 de Schaerbeek à Namur permet notamment la desserte du quartier de la Chasse et de l'hôpital d'Ixelles.

## Service des voyageurs

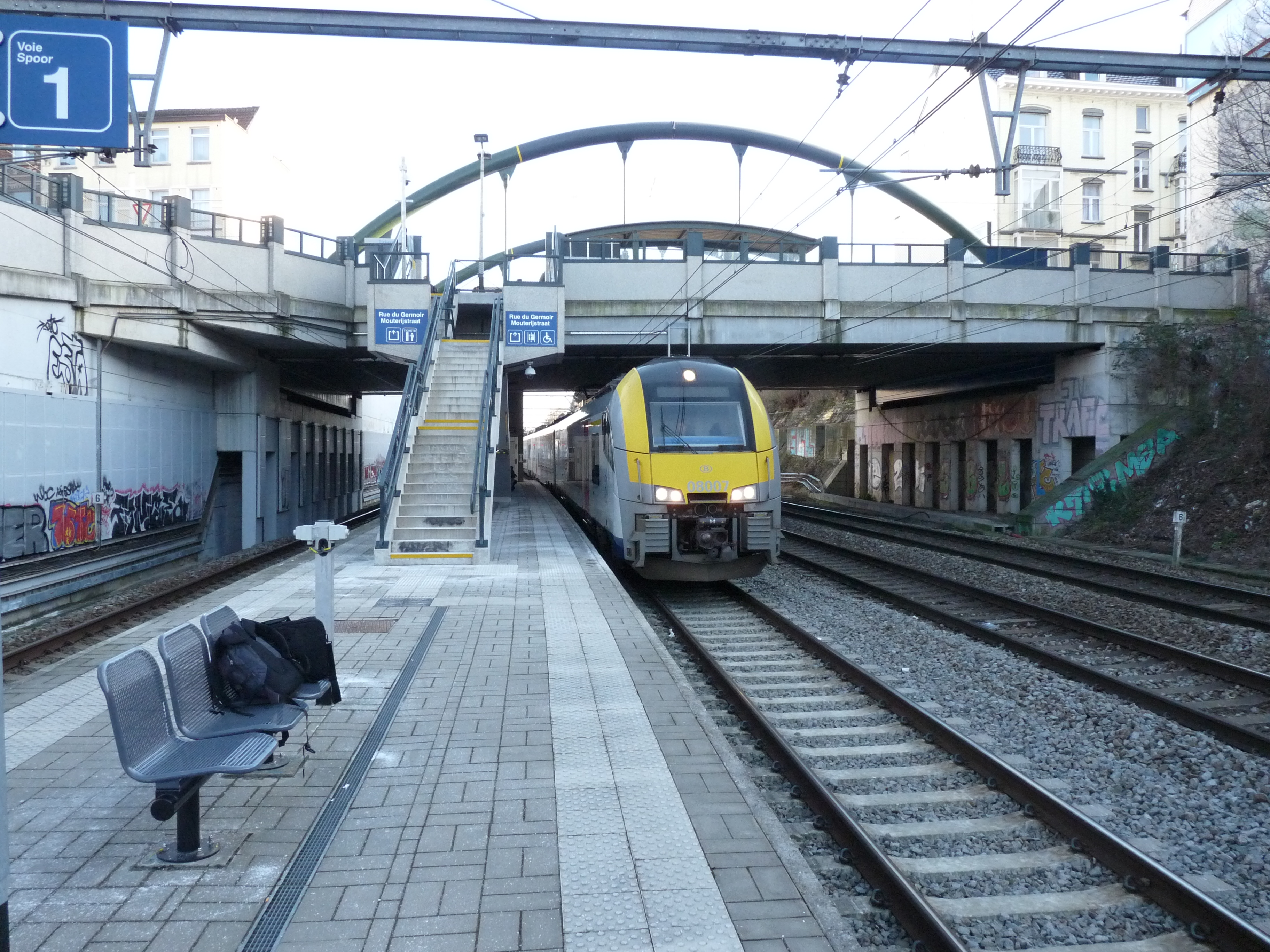
Train en provenance d'Etterbeek.

### Accueil
Halte SNCB, c'est un point d'arrêt non géré (PANG) à accès libre. Elle est équipée d'un automate pour l'achat de titres de transport. Les accès au quai par escalier et ascenseur sont situés sur le pont de la rue du Germoir situé au-dessus du quai et une autre entrée s'effectue au coin de la rue des Deux Ponts et de la rue du Château par un souterrain qui permet d'accéder directement au quai.

### Desserte
Germoir est située en zone Brupass, ex-MTB. C'est un arrêt desservi par des trains des lignes S5 et S19 du réseau Suburbain de Bruxelles (voir brochure de la ligne commerciale 26).
Bien que située le long de la ligne 161, seuls les trains de la ligne 26 y marquent l'arrêt, les voies utilisées par les trains S8 (Zottegem / Bruxelles-Midi - Ottignies - Louvain-la-Neuve) étant dépourvues de quai.

#### Semaine
Germoir possède une desserte de base à raison de trois trains par heure dans chaque sens : un train S5 de Malines à Hal, prolongé vers Enghien et Grammont, un train S5 de Bruxelles-Luxembourg à Enghien lequel continue comme train S9 depuis Landen via Louvain et Bruxelles-Schuman ainsi qu'un train S19, de Charleroi-Central à Bruxelles-Aéroport-Zaventem via Nivelles et Braine-l’Alleud.

#### Week-ends et fériés
Il existe, une fois par heure, une desserte S5 reliant Hal à Malines.

### Intermodalité
La station des tramways de Bruxelles, située sur le pont de la rue du Germoir à côté des accès de la halte, est desservie par les trams de la ligne 81. Un arrêt d'autobus de la ligne 95 et de la ligne Noctis N08 est situé à proximité.

## Comptage voyageurs
Le graphique et le tableau montrent le nombre de passagers qui en moyenne embarquent durant la semaine, le samedi et le dimanche.
| Nombre de voyageurs qui embarquent à la gare de Germoir | Nombre de voyageurs qui embarquent à la gare de Germoir | Nombre de voyageurs qui embarquent à la gare de Germoir | Nombre de voyageurs qui embarquent à la gare de Germoir |
|                                                         | Semaine                                                 | Samedi                                                  | Dimanche                                                |
| ------------------------------------------------------- | ------------------------------------------------------- | ------------------------------------------------------- | ------------------------------------------------------- |
| 2017                                                    | 315                                                     | -                                                       | -                                                       |
| 2018                                                    | 365                                                     | 41                                                      | 21                                                      |
| 2019                                                    | 406                                                     | 10                                                      | 4                                                       |
| 2020                                                    | 324                                                     | 53                                                      | 51                                                      |
| 2021                                                    | -                                                       | -                                                       | -                                                       |
| 2022                                                    | 430                                                     | 119                                                     | 73                                                      |
| 2023                                                    | 187                                                     | 82                                                      | 100                                                     |
| 2024                                                    | 247                                                     | -                                                       | -                                                       |

Installations et desserte de la halte
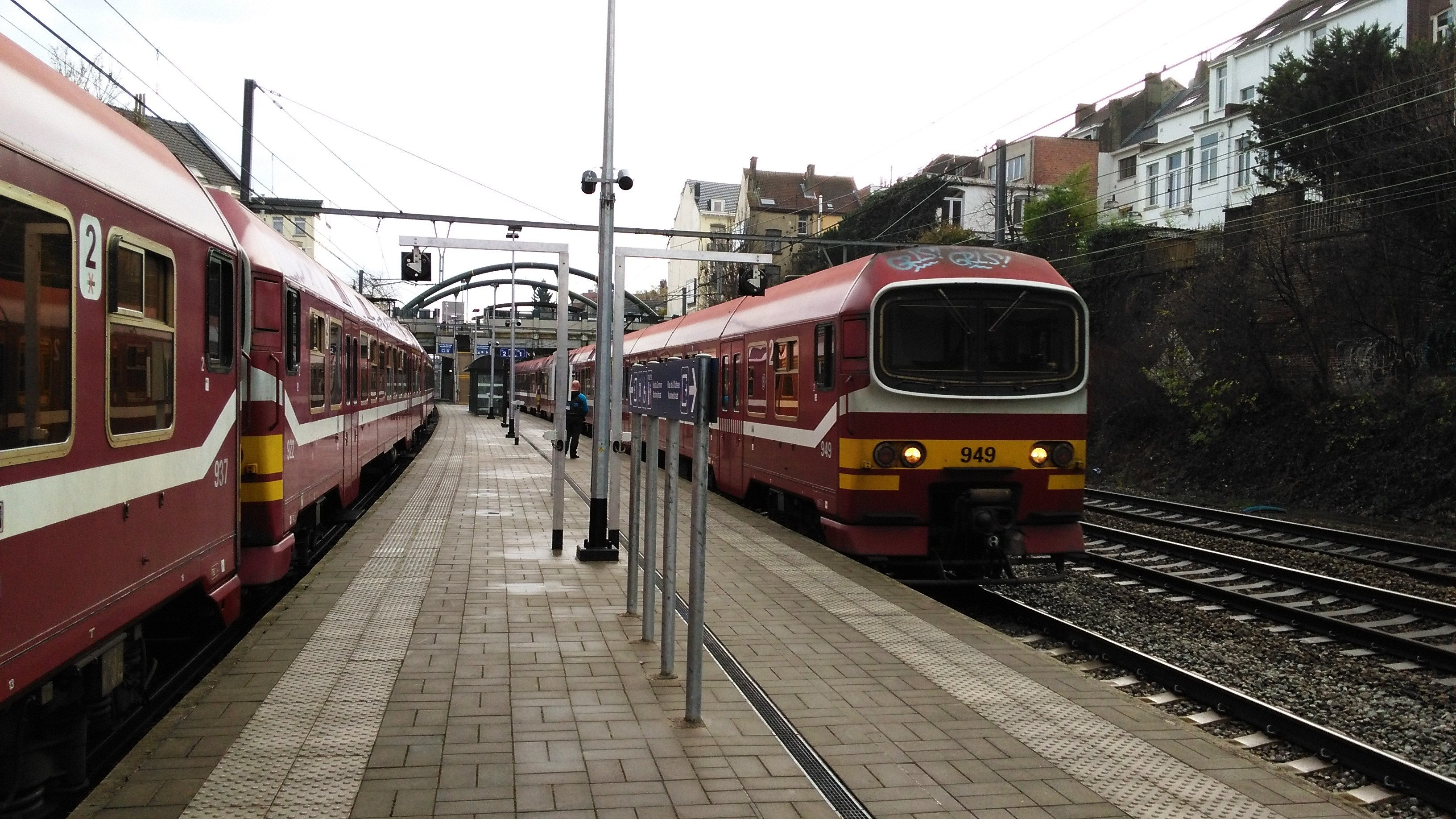
Premier jour d'exploitation.
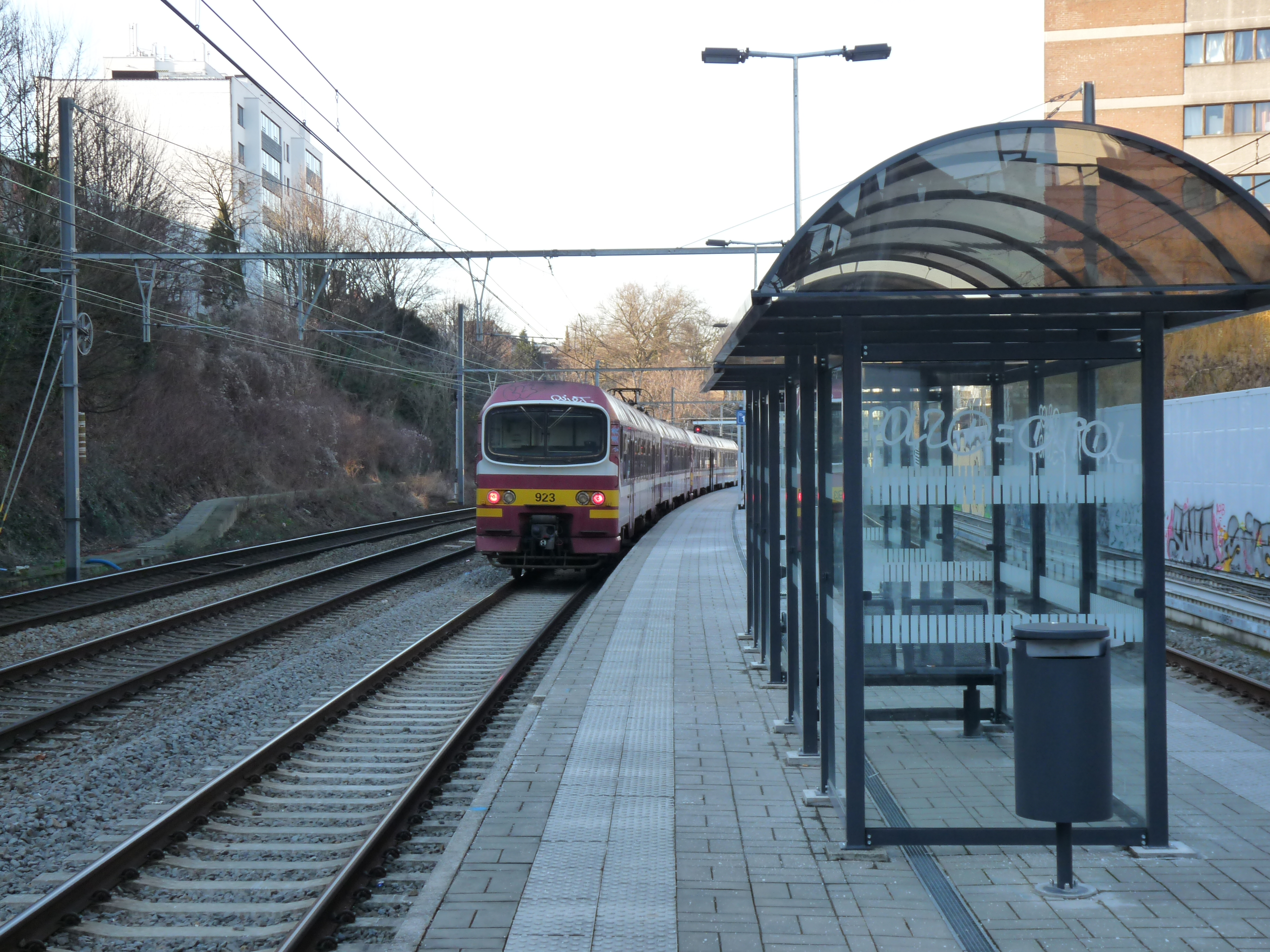
Direction Bruxelles-Luxembourg.
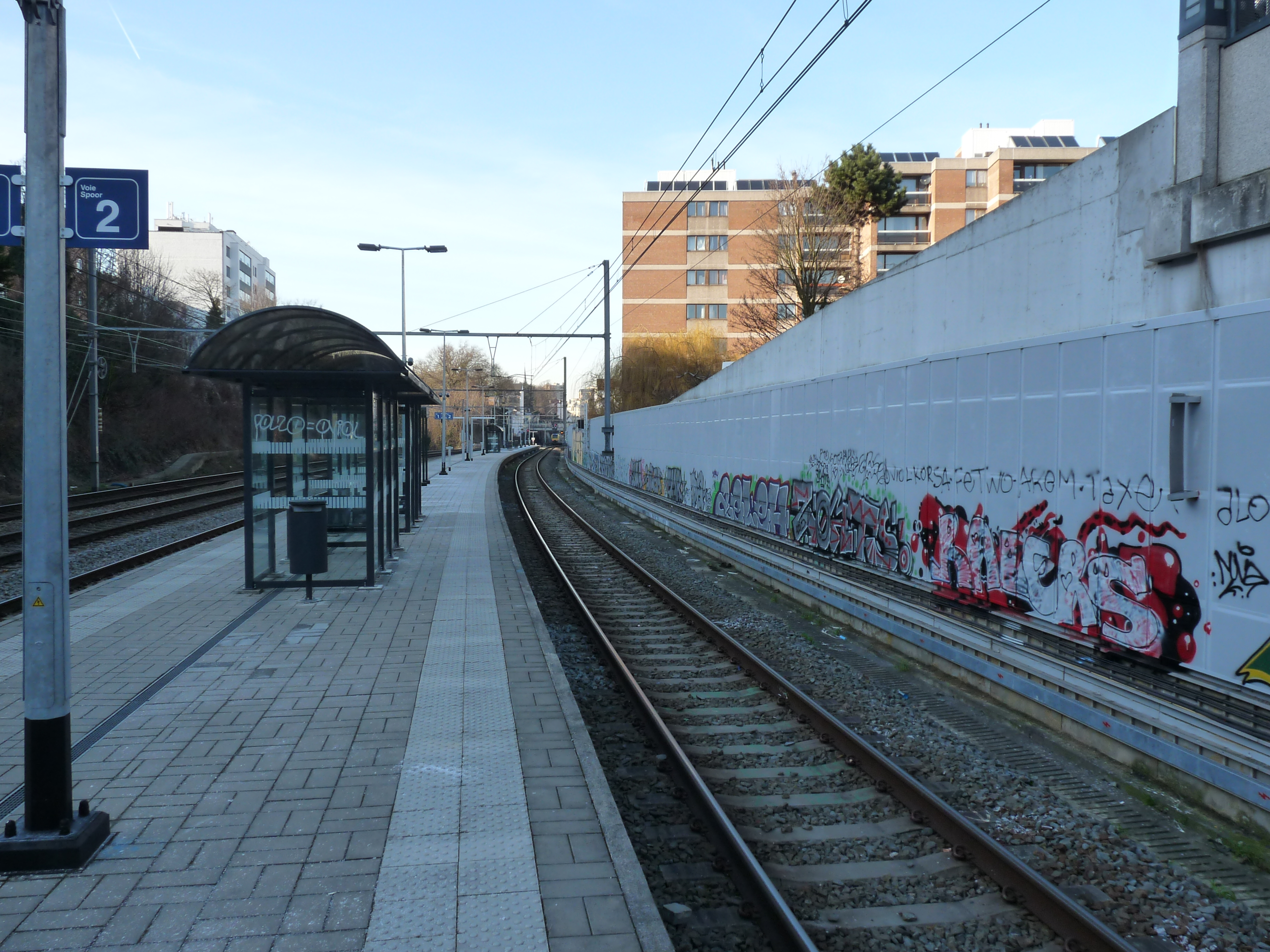
Direction Bruxelles-Luxembourg.